# John Barbour
Pour les articles homonymes, voir Barbour.

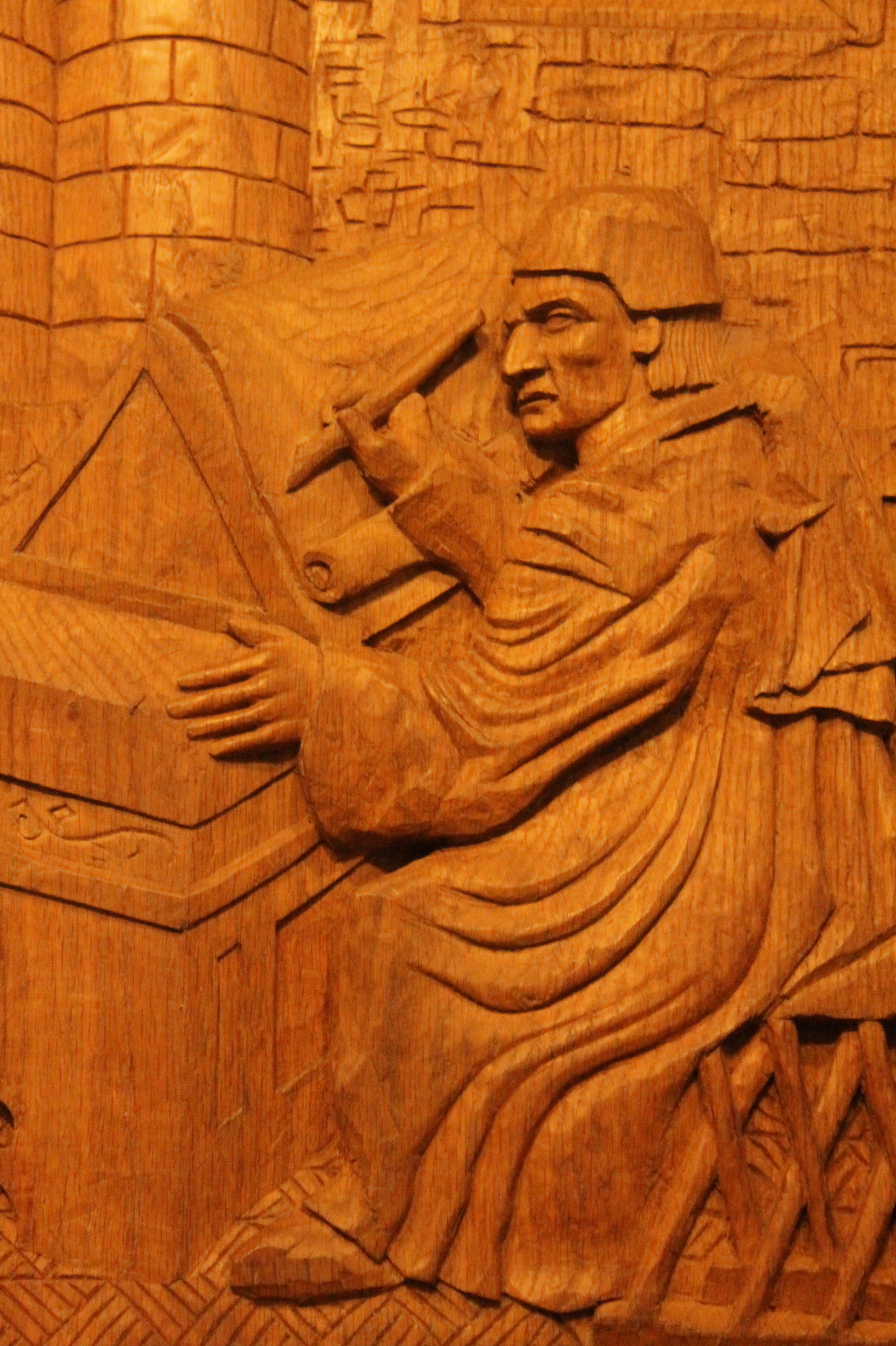
Memorial de John Barbour

John Barbour (né en 1320 et décédé le 13 mars 1395), est un poète écossais et la première voix littéraire importante à écrire en écossais, la langue en style local des Lowlands d'Écosse. Il tient une place, dans la tradition littéraire de la nation, semblable à la position que Chaucer, grossièrement son contemporain, occupe de façon indépendante vis-à-vis de la tradition en langue locale en Angleterre.

## Biographie
Barbour étudie à Oxford (1357-1365). Il devient ensuite Archidiacre de la Cathédrale Saint-Machar à Aberdeen et reçoit une pension du roi d’Écosse David II pour son poème héroïque, Histoire de Robert Bruce, roi d’Écosse.
Il meurt en 1395, probablement à Aberdeen.
Walter Scott en parle longuement dans l'Antiquaire.